# 2005年世界盃棒球賽
2005年世界盃棒球賽（2005 Baseball World Cup），為第36屆世界盃棒球賽賽事，由荷蘭主辦，分別在鹿特丹、哈勒姆、阿爾梅勒、阿姆斯特丹以及恩荷芬進行球賽賽事，於2005年9月2日至9月17日。參賽隊伍分為兩個九隊小組，各組取前四名進入複賽。

## 外部連結
- 2005年世界盃棒球賽在台灣棒球維基館上的頁面（繁體中文）